# Georges de Bohême
Georges, seigneur de Kunštát et de Poděbrady (en tchèque : Jiří z Kunštátu a Poděbrad), ou Georges de Poděbrady, né le 23 avril 1420 à Poděbrady et décédé le 22 mars 1471 à Prague, gouverneur (1452), régent (1453) puis roi de Bohême (1458-1471), est le premier souverain européen rejetant la foi catholique, embrassant la religion de Jan Hus dont le signe caractéristique était un calice apposé sur les églises.

## Biographie

### Origine
Georges est le fils de Victor (en) (1403-1427), seigneur de Kunštát et de Poděbrady, et d'Anne de Wartenberg. Son père est un noble tchèque qui avait pris la tête de la rébellion taborite durant les guerres hussites ; Georges prend part très jeune à la bataille de Lipany en 1434 qui voit la défaite des taborites face aux hussites modérés.

### Opposant puis régent
En tant que chef des hussites, il met en déroute les armées impériales menées par Albert II, beau-fils de l'empereur Sigismond Ier du Saint-Empire. Durant la minorité de Ladislas Ier de Bohême, la Bohème se divise en deux camps : les catholiques menés par Ulrich von Rosenberg (de) (tchèque : Oldřich z Rožmberka) (1403-1462), et les hussites modérés, menés par l'archevêque de Prague, récusé par la curie romaine, Jean de Rokycana, Hynek von Pirkstein (en) (tchèque : Hynek Ptácek z Pirkštejna) puis par Georges de Poděbrady.
Georges de Poděbrady, après plusieurs essais infructueux d'entente entre les deux camps, a recours aux armes, mobilise une armée hussite qu'il base dans le nord-est du pays où son fief est situé et marche sur Prague dans laquelle il entre quasiment sans rencontrer de résistance dans la nuit du 2 au 3 septembre 1448. La guerre civile continue cependant et Georges détruit Tábor, sanctuaire des extrémistes, en 1452. Le 23 avril 1452, Frédéric III, tuteur du jeune roi Ladislas, confie à Georges l'administration du royaume de Bohême, décision entérinée par la diète réunie cette même année et qui lui confie l'intendance du royaume. Le 28 octobre 1453, la diète de Bohême élit roi le jeune Ladislas après que l'empereur l'eut libéré mais comme le roi n'a que treize ans, Georges de Poděbrady devient régent. En 1456, il acquiert comme fief héréditaire le duché de Münsterberg.

### Règne
L'opposition entre les Tchèques hussites et les catholiques proches du Saint-Empire demeure, mais Georges de Poděbrady se révèle homme de compromis. La mort prématurée du jeune roi donne lieu a des rumeurs d'empoisonnement. Le 2 mars 1458, la diète des États de Bohême élit Georges à l'unanimité. Même les partisans du camp catholique votent pour lui, soucieux de ménager un fort sentiment national et de garder les domaines de l'Église romaine que certains d'entre eux avaient obtenus.
Excellent administrateur, Georges de Poděbrady crée une haute administration qui subsiste jusqu'à la guerre de Trente Ans. Sa politique est fondée sur le respect des Compactata proclamés le 5 juillet 1436 à Jihlava lors de l'accord entre les représentants du concile de Bâle et les hussites et qu'il considère comme fondamental pour instaurer une cohabitation harmonieuse entre la majorité hussite de la population et la minorité catholique. Le plus grave problème que le nouveau roi doit résoudre est la menace de croisade brandie par le pape Pie II qui dénonce en mars 1462 les Compactata et appelle les sujets tchèques à la désobéissance, ce qui a un certain succès dans les provinces restées pour l'essentiel catholiques (Moravie et Silésie). Le roi de Bohême réussit toutefois à détourner les intentions du pape en appelant toute la chrétienté à la croisade contre les Ottomans qui avaient pris Constantinople en 1453. La manœuvre réussit presque mais Pie II meurt en 1464 avant de s'embarquer.

### Projet d'union européenne
Ne pouvant s'entendre avec le nouveau pape Paul II, une délégation du roi de Bohême menée par deux ambassadeurs, Albert Kostka de Postupice (de) et Antoine Marini (en), est reçue par le roi Louis XI de France en Picardie en juin 1464 et un traité d'amitié est signé le 18 juillet 1464 à Dieppe. Georges de Poděbrady envoie ensuite du 25 novembre 1465 à février 1467 ses ambassadeurs dans toute l'Europe occidentale sous la conduite de son beau-frère Lev de Rožmitál (en) pour proposer à la chrétienté une alliance permanente sous la forme d'un traité instaurant une « Confédération des rois et princes chrétiens » dotée d’une assemblée permanente et d’une cour internationale de justice. Le projet est très élaboré, comprenant les principes d'une assistance mutuelle automatique, d'un arbitrage international, etc. L’Assemblée se réunirait à Bâle, puis, en alternance, dans une ville française et italienne. Les fonds de la « caisse commune » seraient alimentés par la dîme perçue par l'Église. L'ambassade reçoit un accueil poli des cours, notamment du roi de France Louis XI, mais les souverains préférèrent ne pas donner suite au projet.

### Fin de règne

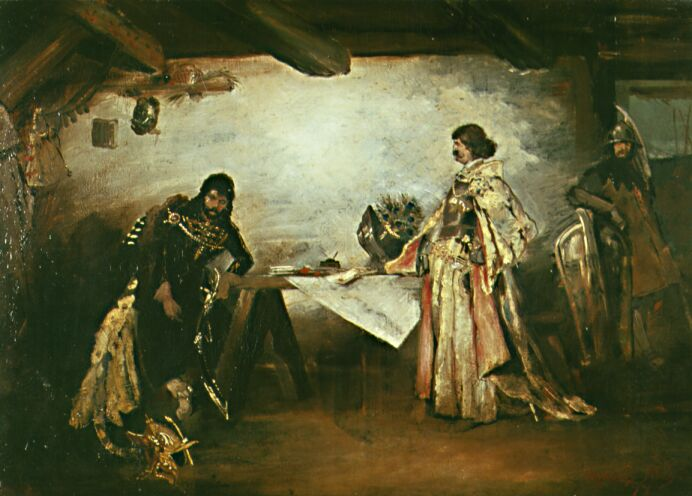
Georges de Poděbrady et Matthias Corvin par Mikoláš Aleš.

En décembre 1466, le pape Paul II excommunie le roi Georges et interdit aux sujets catholiques de la couronne de Bohême de lui porter allégeance. Dans le courant de l'année 1467, le roi Georges écrase sans beaucoup de difficulté l'union de Zelená Hora, association de seigneurs catholiques qui se dresse contre lui. Mais au printemps 1468, il se trouve en face d'un nouvel ennemi. Matthias Ier de Hongrie, jusqu'alors allié de Georges, fait alliance avec Frédéric III, conquiert la Moravie et la Silésie, se fait couronner roi de Bohême à Olomouc le 3 mai 1469 par les catholiques. Georges remporte des succès militaires notamment dans les monts Métallifères en février 1469, obligeant finalement le roi de Hongrie à conclure une trêve. La mort du roi de Bohême, le 22 mars 1471, relance le conflit, cette fois pour la succession au trône de Bohême dont il avait lui-même écarté ses propres fils le 5 juin 1469 au profit de Vladislas Jagellon, fils aîné de Casimir IV de Pologne et petit-fils d'Albert II du Saint-Empire.

## Unions et postérité
Georges de Poděbrady eut deux épouses et onze enfants :
1) en 1440/1441 Cunégonde de Šternberk (1425-1449), fille de Smilo comte de Šternberk :
- Boček de Poděbrady (1442-1496)
- Victor de Poděbrady (1443-1500), titré prince d'Empire en 1459 et co-duc de Troppau (1465-1485)
- Barbara de Poděbrady (1444/1447-1469), épouse Henri von Lipa puis Jean Albert Krzinecky von Ronov
- Henri Ier l'Ainé (1448-1498), prince d'Empire en 1462, co-duc de Troppau (1465-1472) et duc de Münsterberg, dont la lignée s'éteint en 1647, et comte de Glatz.
- Catherine (1449-1464), épouse de Matthias Ier de Hongrie, roi de Bohême et de Hongrie.
- Sidonie (1449-1510), épouse d'Albert III de Saxe

2) en 1450 Jeanne (morte en 1475), fille de Jan de Rožmital zu Blatna :
- Henri II le Jeune (1452-1492), prince d'Empire en 1462
- Frédéric (1453/1454-1459)
- Georges (1454/1455-1462), comte de Glatz en 1459
- Ludmilla, épouse Frédéric Ier de Liegnitz
- Jean (1456-1459)